# Ledenite Dyavoli Sofia
Ledenite Dyavoli Sofia byl hokejový klub ze Sofie, který hrával Bulharskou hokejovou ligu. Klub byl založen roku 2007. Jejich domovským stadionem je Winter palace of Sports.